# Exploración de Urano

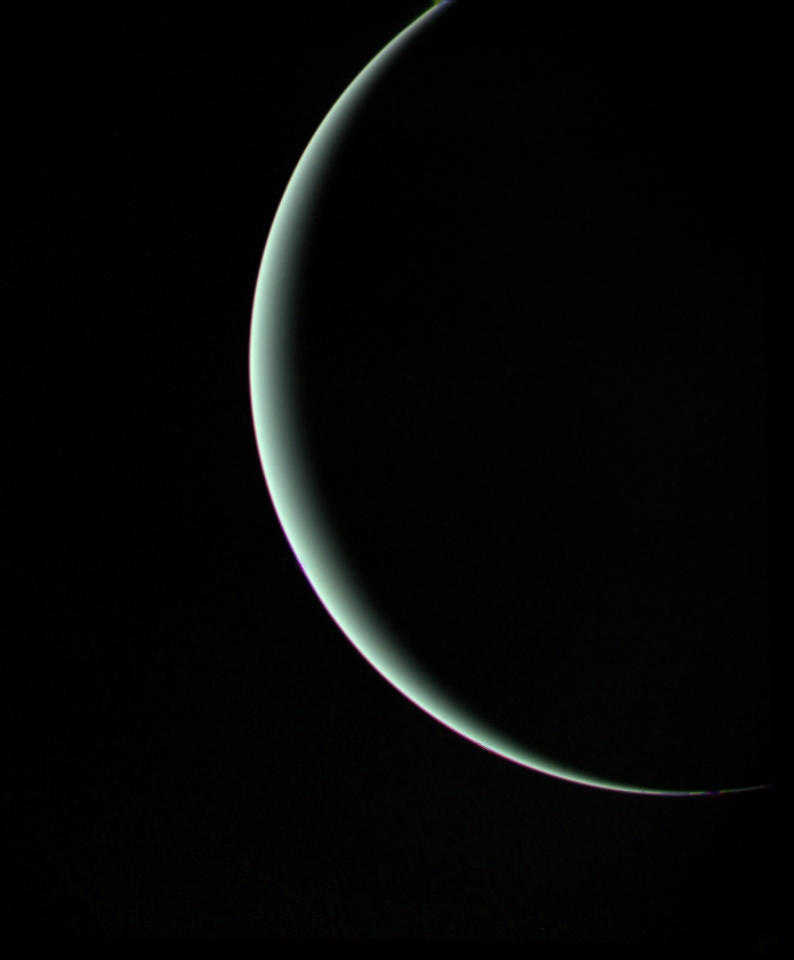
Una fotografía en color de Urano, tomada por la Voyager 2 en 1986 mientras se dirigía hacia el planeta Neptuno.

La exploración de Urano, hasta la fecha, se ha realizado únicamente a través de telescopios y una sonda solitaria de la nave espacial Voyager 2 de la NASA, que se acercó más a Urano el 24 de enero de 1986. La Voyager 2 descubrió 10 lunas, estudió la atmósfera fría del planeta y examinó su sistema de anillos, descubriendo dos nuevos anillos. También tomó imágenes de las cinco grandes lunas de Urano, revelando que sus superficies están cubiertas de cráteres y cañones de impacto.
Se han propuesto varias misiones exploratorias dedicadas a Urano, pero hasta 2021 ninguna ha sido aprobada.

## Voyager 2
La Voyager 2 hizo su aproximación más cercana a Urano el 24 de enero de 1986, acercándose a 81,500 km (50,600 millas) de las cimas de las nubes del planeta. Este fue el primer sobrevuelo planetario en solitario de la sonda, desde que la Voyager 1 finalizó su recorrido por los planetas exteriores en Titán, la luna de Saturno.

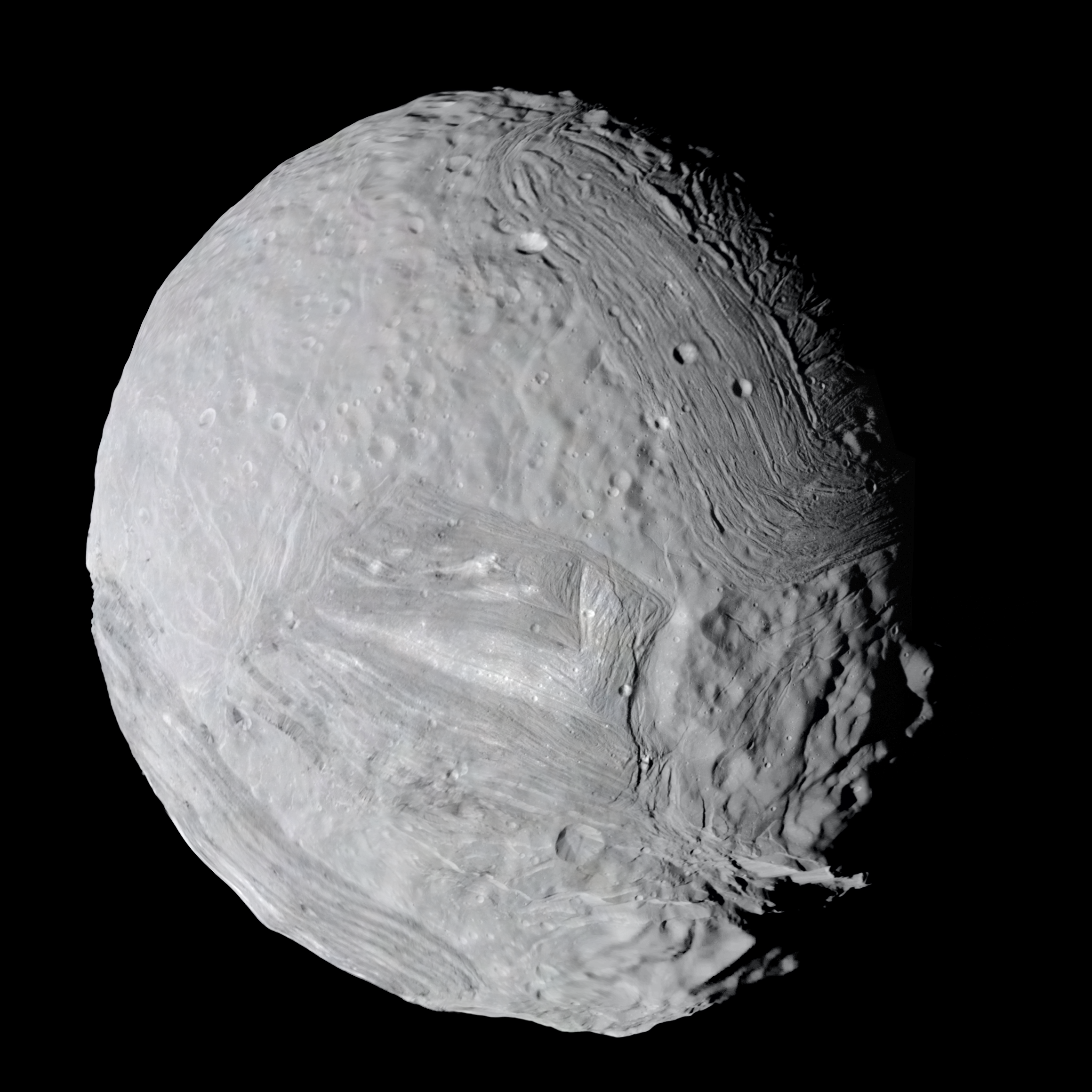
La luna de Urano Miranda, fotografiada por la Voyager 2.

Urano es el tercer planeta más grande del Sistema Solar. Orbita el Sol a una distancia de aproximadamente 2,8 mil millones de kilómetros (1,7 mil millones de millas) y completa una órbita cada 84 años. La duración de un día en Urano medida por la Voyager 2 es de 17 horas y 14 minutos. Urano se distingue por el hecho de que está inclinado de lado. Se cree que su posición inusual es el resultado de una colisión con un cuerpo del tamaño de un planeta al principio de la historia del Sistema Solar. Dada su extraña orientación, con sus regiones polares expuestas a la luz solar o la oscuridad durante largos períodos y la Voyager 2 preparada para llegar en la época del solsticio de Urano, los científicos no estaban seguros de qué esperar en Urano.
La presencia de un campo magnético en Urano no se conoció hasta la llegada de la Voyager 2. La intensidad del campo es aproximadamente comparable a la de la Tierra, aunque varía mucho más de un punto a otro debido a su gran desviación del centro de Urano. La peculiar orientación del campo magnético sugiere que el campo se genera a una profundidad intermedia en el interior donde la presión es lo suficientemente alta como para que el agua se vuelva eléctricamente conductora. La Voyager 2 descubrió que una de las influencias más llamativas de la posición lateral del planeta es su efecto en la cola del campo magnético, que a su vez está inclinado 60 grados desde el eje de rotación del planeta. Se demostró que la cola magnética estaba torcida por la rotación del planeta en forma de sacacorchos detrás del planeta.
Se encontró que los cinturones de radiación en Urano tenían una intensidad similar a los de Saturno. La intensidad de la radiación dentro de los cinturones es tal que la irradiación oscurecería rápidamente (en 100 000 años) cualquier metano atrapado en las superficies heladas de las lunas interiores y las partículas de los anillos. Esto puede haber contribuido al oscurecimiento de las superficies de las lunas y las partículas de los anillos, que son casi uniformemente de color gris.
Se detectó una alta capa de neblina alrededor del polo iluminado por el sol, que también se encontró que irradia grandes cantidades de luz ultravioleta, un fenómeno denominado "electroglow". La temperatura media de la atmósfera del planeta es de unos 59 K (-214,2 °C). Sorprendentemente, los polos iluminados y oscuros, y la mayor parte del planeta, muestran casi la misma temperatura en las cimas de las nubes.

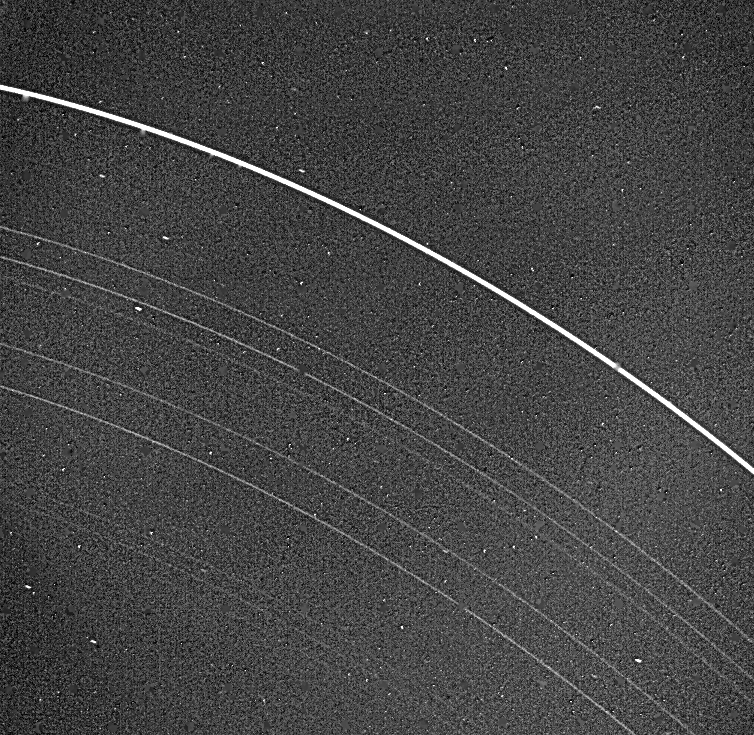
Una imagen de la Voyager 2 de los anillos oscuros de Urano.

La Voyager 2 encontró 10 lunas nuevas, lo que elevó el número total a 15 en ese momento. La mayoría de las lunas nuevas son pequeñas, y la más grande mide unos 150 km (93 millas) de diámetro.
La luna Miranda, la más interna de las cinco grandes lunas, se reveló como uno de los cuerpos más extraños que se hayan visto en el Sistema Solar. Imágenes detalladas del sobrevuelo de la Luna por la Voyager 2 mostraron enormes estructuras ovaladas denominadas coronas flanqueadas por fallas de hasta 20 km (12 millas), capas en terrazas y una mezcla de superficies viejas y jóvenes. Una teoría sostiene que Miranda puede ser una reagregación de material de una época anterior cuando la luna fue fracturada por un impacto violento.
Las cinco grandes lunas parecen ser conglomerados de hielo y roca como los satélites de Saturno. Titania está marcada por enormes sistemas de fallas y cañones que indican algún grado de actividad geológica, probablemente tectónica, en su historia. Ariel tiene la superficie más brillante y posiblemente más joven de todas las lunas de Urano y también parece haber experimentado una actividad geológica que condujo a muchos valles de fallas y lo que parecen ser grandes flujos de material helado. Se ha producido poca actividad geológica en Umbriel o Oberon, a juzgar por sus superficies antiguas y oscuras.
Los nueve anillos previamente conocidos fueron estudiados por la nave espacial y mostraron que los anillos de Urano eran claramente diferentes de los de Júpiter y Saturno. El sistema de anillos puede ser relativamente joven y no se formó al mismo tiempo que Urano. Las partículas que forman los anillos pueden ser restos de una luna que se rompió por un impacto de alta velocidad o que se rompió por efectos gravitacionales. La Voyager 2 también descubrió dos nuevos anillos.
En marzo de 2020, los astrónomos de la NASA informaron sobre la detección de una gran burbuja magnética atmosférica, también conocida como plasmoide, liberada al espacio exterior desde el planeta Urano, después de revaluar los datos antiguos registrados por la sonda espacial Voyager 2 durante un sobrevuelo del planeta en 1986.

## Misiones propuestas
Se han propuesto varias misiones a Urano. Científicos del Laboratorio de Ciencias Espaciales Mullard en el Reino Unido han propuesto la misión conjunta NASA-ESA Uranus Pathfinder a Urano. En diciembre de 2010 se presentó a la ESA una convocatoria para una misión de clase media (clase M) al planeta que se lanzaría en 2022 con las firmas de 120 científicos de todo el mundo. La ESA limita el coste de las misiones de clase M a 470 millones de euros.
En 2009, un equipo de científicos planetarios del Laboratorio de Propulsión a Reacción de la NASA adelantó posibles diseños para un orbitador de Urano impulsado por energía solar. La posibilidad de lanzamiento más favorable para tal sonda habría sido en agosto de 2018, con llegada a Urano en septiembre de 2030. El paquete científico puede incluir magnetómetros, detectores de partículas y, posiblemente, una cámara de imágenes.
En 2011, el Consejo Nacional de Investigación de los Estados Unidos recomendó un orbitador y una sonda en Urano como la tercera prioridad para una misión insignia de la NASA por el Estudio Decadal de Ciencias Planetarias de la NASA. Sin embargo, esta misión se considera de menor prioridad que las futuras misiones a Marte y el Sistema Joviano.
Una misión a Urano es uno de los varios usos propuestos que se están considerando para la variante no tripulada del Sistema de Lanzamiento Espacial (SLE) de carga pesada de la NASA actualmente en desarrollo. Según los informes, el SLE sería capaz de lanzar hasta 1,7 toneladas métricas a Urano.
En 2013, se propuso utilizar una vela eléctrica (E-Sail) para enviar una sonda de entrada atmosférica a Urano.
En 2015, la NASA anunció que había comenzado un estudio de viabilidad sobre la posibilidad de misiones orbitales a Urano y Neptuno, dentro de un presupuesto de $2 mil millones en dólares de 2015. Según el director de ciencia planetaria de la NASA, Jim Green, quien inició el estudio, tales misiones se lanzarían a fines de la década de 2020 como muy pronto y dependerían de respaldo por parte de la comunidad científica planetaria, así como de la capacidad de la NASA para proporcionar fuentes de energía nuclear para la nave espacial. Actualmente se están analizando diseños conceptuales para tal misión.
MUSE, concebido en 2012 y propuesto en 2015, es un concepto europeo para una misión dedicada al planeta Urano para estudiar su atmósfera, interior, lunas, anillos y magnetosfera. Se sugiere lanzarlo con un cohete Ariane 5 en 2026, llegar a Urano en 2044 y operar hasta 2050.
En 2016, se concibió otro concepto de misión, llamado Orígenes y composición del sistema Urano análogo de exoplanetas (OCEANUS), y se presentó en 2017 como un concursante potencial para una futura misión del programa Nuevas Fronteras.
Las posibilidades de lanzamiento futuro están disponibles entre 2030 y 2034.
China planea enviar su primera misión de exploración a Urano en 2046.